# Samara (imię)
Samara – imię żeńskie pochodzenia hebrajskiego.

## Znane osoby o imieniu Samara
- Samara Almeida – brazylijska siatkarka
- Samara Felippo – brazylijska aktorka, żona koszykarza Leandro Barbosy
- Samara Karimowa – kirgiska piosenkarka
- Samara Morgan – postać fikcyjna, amerykański odpowiednik Sadako Yamamury
- Samara Weaving  – amerykańska aktorka i modelka